# Lensworld-Kuota
El Lensworld-Kuota (codi UCI: LWK), conegut anteriorment com a Futurumshop.nl, és un equip ciclista femení belga, d'origen neerlandès. Creat al 2013 ja amb categoria UCI Women's Team.

## Classificacions UCI

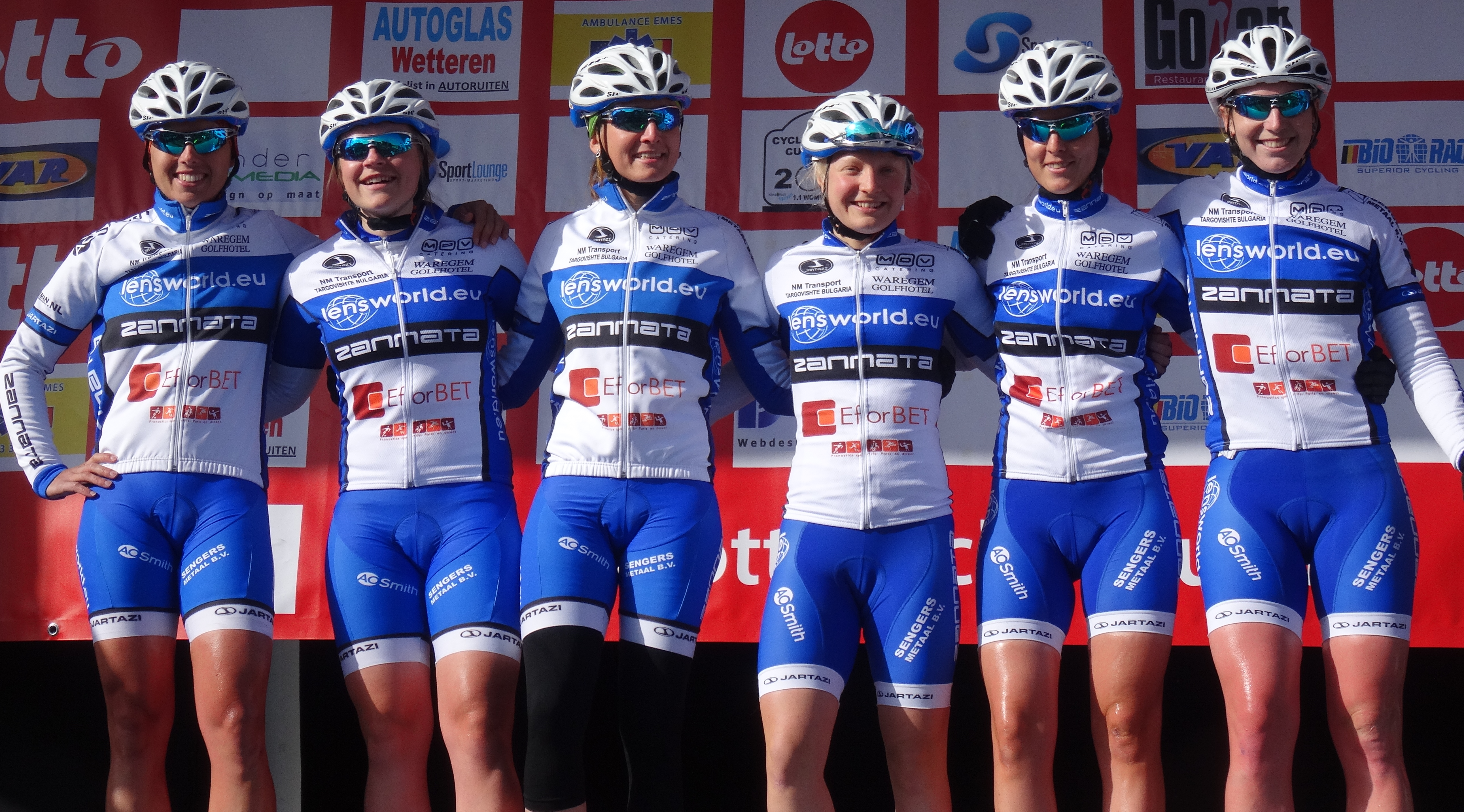
L'equip al 2015

Aquesta taula mostra la plaça de l'equip a la classificació de la Unió Ciclista Internacional a final de temporada i també la millor ciclista en la classificació individual de cada temporada.
| Temporada | Classificació per equips | Millor ciclista en la classificació individual |
| --------- | ------------------------ | ---------------------------------------------- |
| 2013      | 33è                      | Aurore Verhoeven (163a)                        |
| 2014      | 20è                      | Sofie De Vuyst (59a)                           |
| 2015      | 23è                      | Kim de Baat (81a)                              |
| 2016      | 18è                      | Maria Giulia Confalonieri (34a)                |
| 2017      | 16è                      | Maria Giulia Confalonieri (31a)                |

Del 2013 al 2015 l'equip va participar en la Copa del món
| Temporada | Classificació per equips | Millor ciclista en la classificació individual |
| --------- | ------------------------ | ---------------------------------------------- |
| 2013      | 26è                      | Aurore Verhoeven (84a)                         |
| 2014      | 24è                      | Sofie De Vuyst (107a)                          |
| 2015      | 14è                      | Kim de Baat (30a)                              |

A partir del 2016, l'UCI Women's WorldTour va substituir la copa del món
| Temporada | Classificació per equips | Millor ciclista en la classificació individual |
| --------- | ------------------------ | ---------------------------------------------- |
| 2016      | 10è                      | Maria Giulia Confalonieri (13a)                |
| 2017      | 13è                      | Maria Giulia Confalonieri (39a)                |

## Composició de l'equip
| \| Llista de l'equip 2013 \| Llista de l'equip 2013 \| Llista de l'equip 2013 \| Llista de l'equip 2013 \| \| Ciclista \| Data de naixement \| Equip previ \| \| \| ------------------------------ \| ---------------------- \| --------------------------- \| ---------------------- \| \| Karen Elzing \| 14 de maig de 1993 \| Dolmans-Boels (2012) \| \| \| Alie Gercama \| 27 de maig de 1990 \| Dolmans-Boels (2012) \| \| \| Sarah Lena Hofmann \| 24 de abril de 1992 \| \| \| \| Anouska Koster \| 20 de agost de 1993 \| Dolmans-Boels (2012) \| \| \| Mieke Kröger \| 18 de juliol de 1993 \| \| \| \| Lise Olivier \| 30 de maig de 1983 \| Lotto Belisol Ladies (2012) \| \| \| Mascha Pijnenborg \| 30 de juny de 1981 \| Dolmans-Boels (2012) \| \| \| Stephanie Gaumnitz \| 21 de octubre de 1987 \| Noris cycling (2010) \| \| \| Sarah Roy (2 de ago–31 de des) \| 27 de febrer de 1986 \| \| \| \| Laura van der Kamp \| 24 de juliol de 1992 \| Dolmans-Boels (2012) \| \| \| Janine van der Meer \| 17 de febrer de 1994 \| \| \| \| Aurore Verhoeven \| 15 de gener de 1990 \| Gauss (2011) \| \| \| Mirthe Wagenaar \| 30 de juliol de 1987 \| \| \| \| \| \| \| \| \| Font: UCI \| \| \| \| |                       |                             |  |
| Llista de l'equip 2013 |                       |                             |  |
| Ciclista | Data de naixement     | Equip previ                 |  |
| Karen Elzing | 14 de maig de 1993    | Dolmans-Boels (2012)        |  |
| Alie Gercama | 27 de maig de 1990    | Dolmans-Boels (2012)        |  |
| Sarah Lena Hofmann | 24 de abril de 1992   |                             |  |
| Anouska Koster | 20 de agost de 1993   | Dolmans-Boels (2012)        |  |
| Mieke Kröger | 18 de juliol de 1993  |                             |  |
| Lise Olivier | 30 de maig de 1983    | Lotto Belisol Ladies (2012) |  |
| Mascha Pijnenborg | 30 de juny de 1981    | Dolmans-Boels (2012)        |  |
| Stephanie Gaumnitz | 21 de octubre de 1987 | Noris cycling (2010)        |  |
| Sarah Roy (2 de ago–31 de des) | 27 de febrer de 1986  |                             |  |
| Laura van der Kamp | 24 de juliol de 1992  | Dolmans-Boels (2012)        |  |
| Janine van der Meer | 17 de febrer de 1994  |                             |  |
| Aurore Verhoeven | 15 de gener de 1990   | Gauss (2011)                |  |
| Mirthe Wagenaar | 30 de juliol de 1987  |                             |  |
| |                       |                             |  |
| Font: UCI |                       |                             |  |

| \| Llista de l'equip 2014 \| Llista de l'equip 2014 \| Llista de l'equip 2014 \| Llista de l'equip 2014 \| \| Ciclista \| Data de naixement \| Equip previ \| \| \| ---------------------- \| ---------------------- \| ----------------------------- \| ---------------------- \| \| Latoya Brulee \| 9 de desembre de 1988 \| Cyclelive Plus-Zannata (2013) \| \| \| Kirsten Coppens \| 16 de setembre de 1994 \| \| \| \| Sofie De Vuyst \| 2 de abril de 1987 \| Sengers (2013) \| \| \| Annelies Dom \| 8 de abril de 1986 \| Cyclelive Plus-Zannata (2013) \| \| \| Anouska Koster \| 20 de agost de 1993 \| Dolmans-Boels (2012) \| \| \| Mieke Kröger \| 18 de juliol de 1993 \| \| \| \| Evy Kuijpers \| 15 de febrer de 1995 \| \| \| \| Daniëlla Moonen \| 9 de desembre de 1977 \| \| \| \| Mascha Pijnenborg \| 30 de juny de 1981 \| Dolmans-Boels (2012) \| \| \| Janine van der Meer \| 17 de febrer de 1994 \| \| \| \| Annelies Van Doorslaer \| 15 de gener de 1989 \| Cyclelive Plus-Zannata (2013) \| \| \| Grace Verbeke \| 12 de novembre de 1984 \| Cyclelive Plus-Zannata (2013) \| \| \| \| \| \| \| \| Font: UCI \| \| \| \| |                        |                               |  |
| Llista de l'equip 2014 |                        |                               |  |
| Ciclista | Data de naixement      | Equip previ                   |  |
| Latoya Brulee | 9 de desembre de 1988  | Cyclelive Plus-Zannata (2013) |  |
| Kirsten Coppens | 16 de setembre de 1994 |                               |  |
| Sofie De Vuyst | 2 de abril de 1987     | Sengers (2013)                |  |
| Annelies Dom | 8 de abril de 1986     | Cyclelive Plus-Zannata (2013) |  |
| Anouska Koster | 20 de agost de 1993    | Dolmans-Boels (2012)          |  |
| Mieke Kröger | 18 de juliol de 1993   |                               |  |
| Evy Kuijpers | 15 de febrer de 1995   |                               |  |
| Daniëlla Moonen | 9 de desembre de 1977  |                               |  |
| Mascha Pijnenborg | 30 de juny de 1981     | Dolmans-Boels (2012)          |  |
| Janine van der Meer | 17 de febrer de 1994   |                               |  |
| Annelies Van Doorslaer | 15 de gener de 1989    | Cyclelive Plus-Zannata (2013) |  |
| Grace Verbeke | 12 de novembre de 1984 | Cyclelive Plus-Zannata (2013) |  |
| |                        |                               |  |
| Font: UCI |                        |                               |  |

| \| Llista de l'equip 2015 \| Llista de l'equip 2015 \| Llista de l'equip 2015 \| Llista de l'equip 2015 \| \| Ciclista \| Data de naixement \| Equip previ \| \| \| ------------------------------------- \| ---------------------- \| --------------------------------------- \| ---------------------- \| \| Mariël Borgerink \| 28 de març de 1992 \| NWVG (2014) \| \| \| Latoya Brulee (1 de gen–27 de maig) \| 9 de desembre de 1988 \| Cyclelive Plus-Zannata (2013) \| \| \| Kim de Baat \| 29 de maig de 1991 \| Parkhotel Valkenburg Continental (2014) \| \| \| Sofie De Vuyst \| 2 de abril de 1987 \| Sengers (2013) \| \| \| Annelies Dom \| 8 de abril de 1986 \| Cyclelive Plus-Zannata (2013) \| \| \| Nina Kessler \| 4 de juliol de 1988 \| Boels Dolmans (2014) \| \| \| Evy Kuijpers \| 15 de febrer de 1995 \| \| \| \| Marissa Otten \| 11 de juliol de 1989 \| Parkhotel Valkenburg Continental (2014) \| \| \| Maaike Polspoel (1 de juny–31 de des) \| 28 de març de 1989 \| Liv-Plantur (2015) \| \| \| Kaat Van Der Meulen \| 22 de juny de 1995 \| Keukens Redant (2014) \| \| \| Annelies Van Doorslaer \| 15 de gener de 1989 \| Cyclelive Plus-Zannata (2013) \| \| \| Céline Van Severen \| 17 de setembre de 1993 \| Lotto Belisol Ladies (2014) \| \| \| \| \| \| \| \| Font: UCI \| \| \| \| |                        |                                         |  |
| Llista de l'equip 2015 |                        |                                         |  |
| Ciclista | Data de naixement      | Equip previ                             |  |
| Mariël Borgerink | 28 de març de 1992     | NWVG (2014)                             |  |
| Latoya Brulee (1 de gen–27 de maig) | 9 de desembre de 1988  | Cyclelive Plus-Zannata (2013)           |  |
| Kim de Baat | 29 de maig de 1991     | Parkhotel Valkenburg Continental (2014) |  |
| Sofie De Vuyst | 2 de abril de 1987     | Sengers (2013)                          |  |
| Annelies Dom | 8 de abril de 1986     | Cyclelive Plus-Zannata (2013)           |  |
| Nina Kessler | 4 de juliol de 1988    | Boels Dolmans (2014)                    |  |
| Evy Kuijpers | 15 de febrer de 1995   |                                         |  |
| Marissa Otten | 11 de juliol de 1989   | Parkhotel Valkenburg Continental (2014) |  |
| Maaike Polspoel (1 de juny–31 de des) | 28 de març de 1989     | Liv-Plantur (2015)                      |  |
| Kaat Van Der Meulen | 22 de juny de 1995     | Keukens Redant (2014)                   |  |
| Annelies Van Doorslaer | 15 de gener de 1989    | Cyclelive Plus-Zannata (2013)           |  |
| Céline Van Severen | 17 de setembre de 1993 | Lotto Belisol Ladies (2014)             |  |
| |                        |                                         |  |
| Font: UCI |                        |                                         |  |

| \| Llista de l'equip 2016 \| Llista de l'equip 2016 \| Llista de l'equip 2016 \| Llista de l'equip 2016 \| \| Ciclista \| Data de naixement \| Equip previ \| \| \| ------------------------------------- \| ---------------------- \| --------------------------------------- \| ---------------------- \| \| Alice Maria Arzuffi \| 19 de novembre de 1994 \| Inpa Sottoli Bianchi Giusfredi (2015) \| \| \| Maria Giulia Confalonieri \| 30 de març de 1993 \| Alé Cipollini (2015) \| \| \| Kim de Baat \| 29 de maig de 1991 \| Parkhotel Valkenburg Continental (2014) \| \| \| Annelies Dom \| 8 de abril de 1986 \| Cyclelive Plus-Zannata (2013) \| \| \| Kaat Hannes \| 21 de novembre de 1991 \| Topsport Vlaanderen-Pro-Duo (2015) \| \| \| Nina Kessler \| 4 de juliol de 1988 \| Boels Dolmans (2014) \| \| \| Oxana Kozonchuk \| 28 de maig de 1988 \| RusVelo (2014) \| \| \| Hanna Nilsson \| 16 de febrer de 1992 \| \| \| \| Maaike Polspoel \| 28 de març de 1989 \| Liv-Plantur (2015) \| \| \| Winanda Spoor \| 27 de gener de 1991 \| Jan van Arckel (2015) \| \| \| Kaat Van Der Meulen \| 22 de juny de 1995 \| Keukens Redant (2014) \| \| \| Flávia Oliveira (1 de gen–30 de juny) \| 27 de octubre de 1981 \| Alé Cipollini (2015) \| \| \| \| \| \| \| \| Font: UCI \| \| \| \| |                        |                                         |  |
| Llista de l'equip 2016 |                        |                                         |  |
| Ciclista | Data de naixement      | Equip previ                             |  |
| Alice Maria Arzuffi | 19 de novembre de 1994 | Inpa Sottoli Bianchi Giusfredi (2015)   |  |
| Maria Giulia Confalonieri | 30 de març de 1993     | Alé Cipollini (2015)                    |  |
| Kim de Baat | 29 de maig de 1991     | Parkhotel Valkenburg Continental (2014) |  |
| Annelies Dom | 8 de abril de 1986     | Cyclelive Plus-Zannata (2013)           |  |
| Kaat Hannes | 21 de novembre de 1991 | Topsport Vlaanderen-Pro-Duo (2015)      |  |
| Nina Kessler | 4 de juliol de 1988    | Boels Dolmans (2014)                    |  |
| Oxana Kozonchuk | 28 de maig de 1988     | RusVelo (2014)                          |  |
| Hanna Nilsson | 16 de febrer de 1992   |                                         |  |
| Maaike Polspoel | 28 de març de 1989     | Liv-Plantur (2015)                      |  |
| Winanda Spoor | 27 de gener de 1991    | Jan van Arckel (2015)                   |  |
| Kaat Van Der Meulen | 22 de juny de 1995     | Keukens Redant (2014)                   |  |
| Flávia Oliveira (1 de gen–30 de juny) | 27 de octubre de 1981  | Alé Cipollini (2015)                    |  |
| |                        |                                         |  |
| Font: UCI |                        |                                         |  |

| \| Llista de l'equip 2017 \| Llista de l'equip 2017 \| Llista de l'equip 2017 \| Llista de l'equip 2017 \| \| Ciclista \| Data de naixement \| Equip previ \| \| \| ------------------------- \| ---------------------- \| --------------------------------------- \| ---------------------- \| \| Alice Maria Arzuffi \| 19 de novembre de 1994 \| Inpa Sottoli Bianchi Giusfredi (2015) \| \| \| Maria Giulia Confalonieri \| 30 de març de 1993 \| Alé Cipollini (2015) \| \| \| Annalisa Cucinotta \| 4 de març de 1986 \| Alé Cipollini (2016) \| \| \| Kim de Baat \| 29 de maig de 1991 \| Parkhotel Valkenburg Continental (2014) \| \| \| Tatiana Guderzo \| 22 de agost de 1984 \| Hitec Products (2016) \| \| \| Kaat Hannes \| 21 de novembre de 1991 \| Topsport Vlaanderen-Pro-Duo (2015) \| \| \| Maaike Polspoel \| 28 de març de 1989 \| Liv-Plantur (2015) \| \| \| Tetyana Riabchenko \| 28 de agost de 1989 \| Inpa-Bianchi (2016) \| \| \| Anouk Rijff \| 6 de abril de 1996 \| Lotto Soudal Ladies (2016) \| \| \| Winanda Spoor \| 27 de gener de 1991 \| Jan van Arckel (2015) \| \| \| Grace Verbeke \| 12 de novembre de 1984 \| Cyclelive Plus-Zannata (2013) \| \| \| Nathalie Verschelden \| 26 de juliol de 1994 \| Keukens Redant (2016) \| \| \| \| \| \| \| \| Font: UCI \| \| \| \| |                        |                                         |  |
| Llista de l'equip 2017 |                        |                                         |  |
| Ciclista | Data de naixement      | Equip previ                             |  |
| Alice Maria Arzuffi | 19 de novembre de 1994 | Inpa Sottoli Bianchi Giusfredi (2015)   |  |
| Maria Giulia Confalonieri | 30 de març de 1993     | Alé Cipollini (2015)                    |  |
| Annalisa Cucinotta | 4 de març de 1986      | Alé Cipollini (2016)                    |  |
| Kim de Baat | 29 de maig de 1991     | Parkhotel Valkenburg Continental (2014) |  |
| Tatiana Guderzo | 22 de agost de 1984    | Hitec Products (2016)                   |  |
| Kaat Hannes | 21 de novembre de 1991 | Topsport Vlaanderen-Pro-Duo (2015)      |  |
| Maaike Polspoel | 28 de març de 1989     | Liv-Plantur (2015)                      |  |
| Tetyana Riabchenko | 28 de agost de 1989    | Inpa-Bianchi (2016)                     |  |
| Anouk Rijff | 6 de abril de 1996     | Lotto Soudal Ladies (2016)              |  |
| Winanda Spoor | 27 de gener de 1991    | Jan van Arckel (2015)                   |  |
| Grace Verbeke | 12 de novembre de 1984 | Cyclelive Plus-Zannata (2013)           |  |
| Nathalie Verschelden | 26 de juliol de 1994   | Keukens Redant (2016)                   |  |
| |                        |                                         |  |
| Font: UCI |                        |                                         |  |